# ورزشکاران در پارالمپیک تابستانی ۲۰۱۲ – پرتاب وزنه مردان
ورزشکاران در پارالمپیک تابستانی ۲۰۱۲-پرتاب وزنهٔ مردان (انگلیسی: Athletics at the 2012 Summer Paralympics – Men's shot put) رویدادهای ورزشی پرتاب وزنهٔ مردان در بازی‌های پارالمپیک تابستانی ۲۰۱۲ در ورزشگاه المپیک لندن از ۳۱ اوت تا ۸ سپتامبر ۲۰۱۲ برگزار شد. در این بازی‌ها، در مجموع ورزشکاران در قالب ۱۱ رویداد ورزشی و در ۱۹ ردۀ مختلف به رقابت پرداختند.